# 黃花園嘉陵江大橋

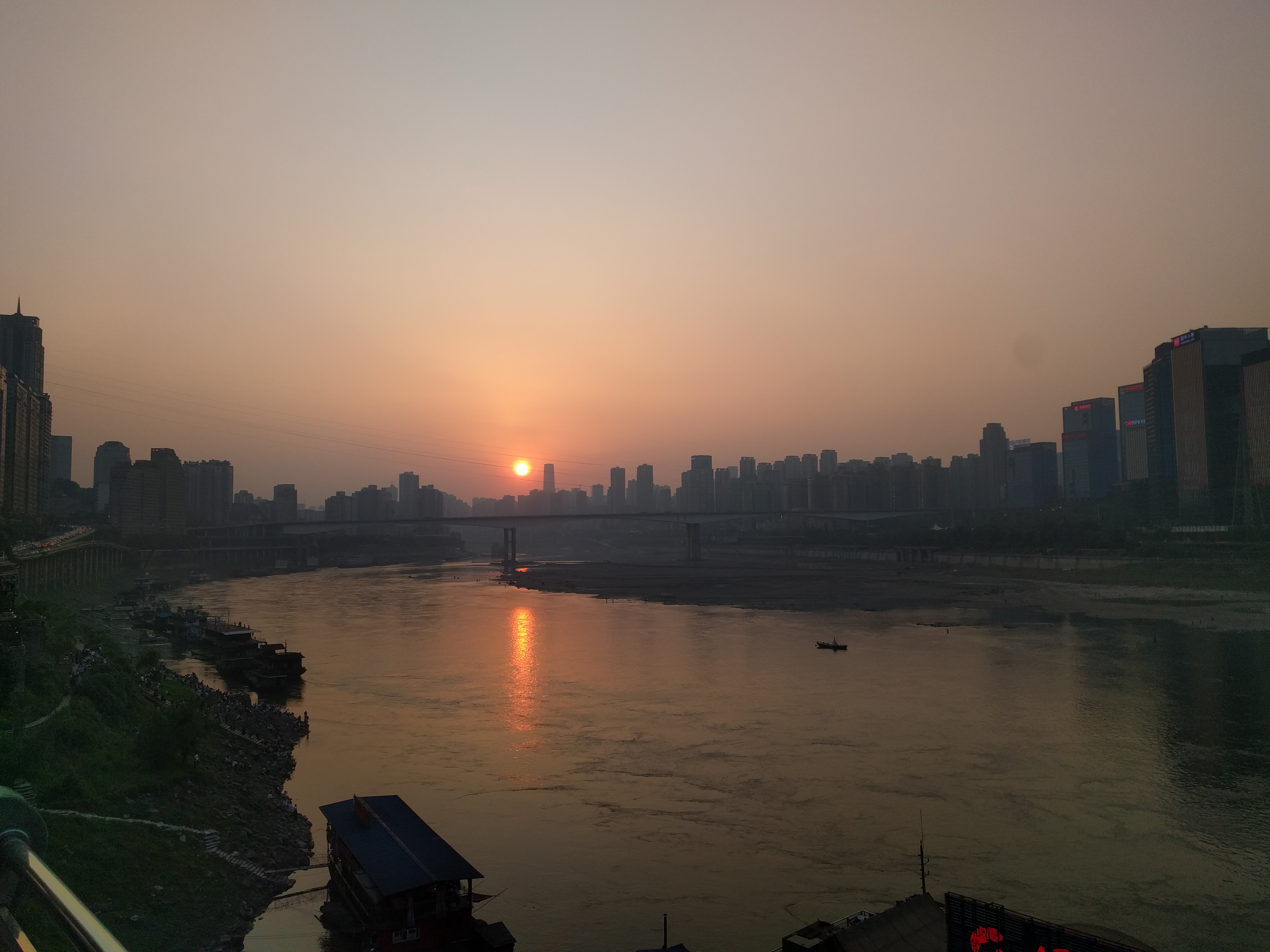
夕阳下的黄花园大桥

黄花园大桥，南端位于渝中区石板坡，跨经黄花园跨嘉陵江，北端止于五里店，将重庆市的渝中区和江北区连接了起来，打通了江北、渝中、南岸三地。黄花园大桥全线长4.4公里，整个工程由六个单项工程组成，大桥于1996年12月26日开工，1999年年底建成通车，是重庆直辖后主城兴建的第一座桥，对重庆来说有着特殊的纪念意义。